# Опозитний двигун

Анімація опозитного двигуна

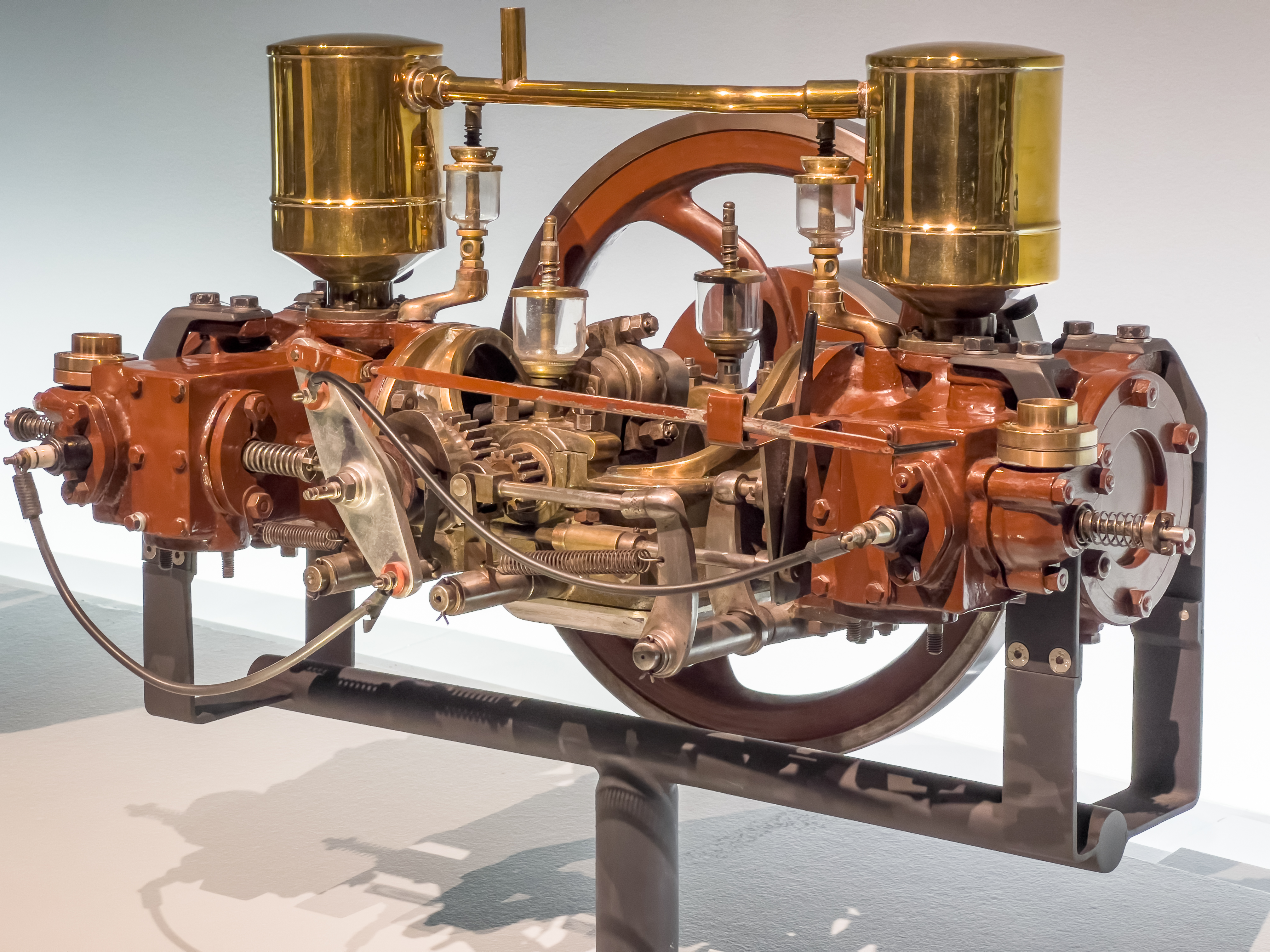
Benz Contramotor, перший комерційний плоский двигун, бл. 1899 року

Опозитний двигун — це поршневий двигун, у якого циліндри розташовані по обидва боки від центрального колінчастого вала. Опозитні двигуни також знані як горизонтально-оппозитні двигуни, однак вони відрізняються від менш поширених опозитно-поршневих двигунів, у яких кожен циліндр має два поршні, які спільно використовують центральну камеру згоряння.
Найпоширенішою конфігурацією плоских двигунів є опозитний двигун, у якому поршні кожної протилежної пари циліндрів рухаються всередину та назовні одночасно. Інша конфігурація — це фактично V-образний двигун із кутом 180° між рядами циліндрів; у цій конфігурації кожна пара циліндрів має один шатун, так що коли один поршень рухається всередину, інший рухається назовні.
Перший опозитний двигун (Benz Contramotor) побудував у 1897 році Карл Бенц. Опозитні двигуни використовували в авіації, мотоциклах і автомобілях. Зараз вони менш поширені в автомобілях, ніж рядні двигуни (для двигунів із менш ніж шістьма циліндрами) і двигуни V (для двигунів із шістьма або більше циліндрами). Опозитні двигуни більш поширені в літаках, де рядні двигуни є рідкістю, а V-подібними двигуни майже зникли, за винятком історичних літаків. Вони навіть замінили радіальні двигуни.

## Дизайн

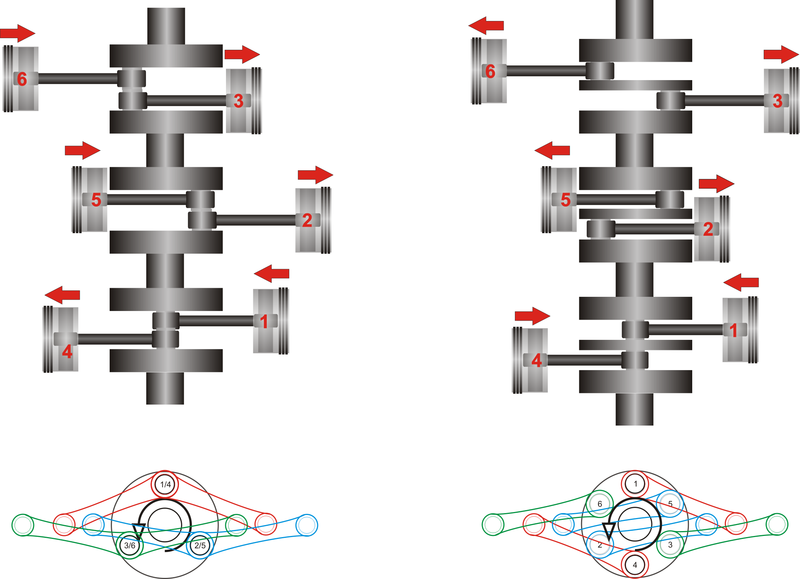
Різниця між двома опозитними 6-циліндровими двигунами: 180° V ліворуч та «боксер» праворуч

Перевагами плоских двигунів є мала довжина, низький центр мас і придатність для повітряного охолодження.
Порівняно з більш поширеними рядними двигунами, опозитні двигуни мають кращий баланс (завдяки чому зменшується вібрація); однак недоліками є збільшена ширина та необхідність мати дві головки циліндрів. Порівняно з V-подібними двигунами — найпоширенішим компонуванням для двигунів із шістьма циліндрами або більше, — опозитні двигуни мають нижчий центр маси та кращий первинний баланс, ніж двигуни V6, однак вони зазвичай мають більшу ширину.
Найпоширенішим використанням опозитних двигунів є:
- Двигуни з двома горизонтальними протилежними циліндрами[en] використовують переважно в мотоциклах. Іноді їх використовували в легких автомобілях, літаках і промисловому застосуванні, здебільшого до 1960-х років.
- Двигуни з чотирма горизонтальними протилежними циліндрами[en] здебільшого використовують в автомобілях (зокрема, у ранніх моделях Volkswagen Type 1–4 і Subaru[2] у більшості їхніх моделей), а також іноді в мотоциклах. Їх найчастіше використовують у невеликих одномоторних літаках авіації загального призначення, де їх все ще виготовляють та використовують донині.
- Двигуни з шістьма горизонтальними протилежними циліндрами[en] здебільшого використовують в автомобілях (зокрема, у спортивних автомобілях Porsche 911), іноді використовують в мотоциклах і літаках.
- Двигуни з вісьмома горизонтальними протилежними циліндрами[en] використовували в кількох гоночних автомобілях, переважно Porsche у 1960-х роках.
- Двигуни з десятьма горизонтальними протилежними циліндрами[en] так і не вийшли у виробництво. Прототип двигуна автомобіля був створений Chevrolet у 1960-х роках.
- Двигуни з дванадцятьма горизонтальними протилежними циліндрами[en] використовували в різних гоночних автомобілях, зокрема Porsche 917K, протягом 1960-х і 1970-х років, і в автомобілях Ferrari з 1973—1996 років.
- Двигуни з шістнадцятьма горизонтальними протилежними циліндрами[en] також не вийшли у виробництво. Прототипи двигунів для гоночних автомобілів були створені компаніями Coventry і Porsche у 1960—1970-х роках.

### Конфігурація Boxer

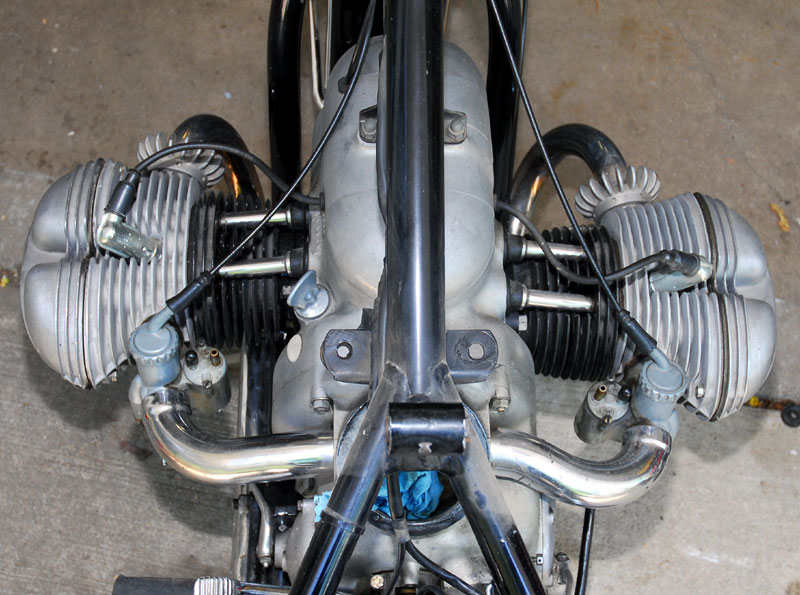
1954 BMW R68 здвоєний опозитний «боксер» двигун

Більшість плоских двигунів використовують «боксерську» конфігурацію, де кожна пара протилежних поршнів одночасно рухається всередину та назовні, схоже на те, як учасники боксу б'ють рукавичками разом перед боєм. Опозитні двигуни мають низькі вібрації, оскільки це єдина поширена конфігурація, яка не має незбалансованих сил незалежно від кількості циліндрів. Тому таким двигунам не потрібен балансирний вал або противаги на колінчастому валу, щоб збалансувати вагу зворотно-поступальних частин. Однак пара хитання присутня, оскільки кожен циліндр трохи зміщений відносно протилежної пари через відстань між шатунними пальцями вздовж колінчастого вала.

### 180-градусний V-подібний двигун
Альтернативною конфігурацією для опозитних двигунів є V-подібний 180-градусний двигун, який використовували на більшості дванадцятициліндрових опозитних двигунів. У цій конфігурації кожна пара поршнів має спільний шатун, а не опозитну конфігурацію, де кожен поршень має власний шатун.

## Авіаційне використання

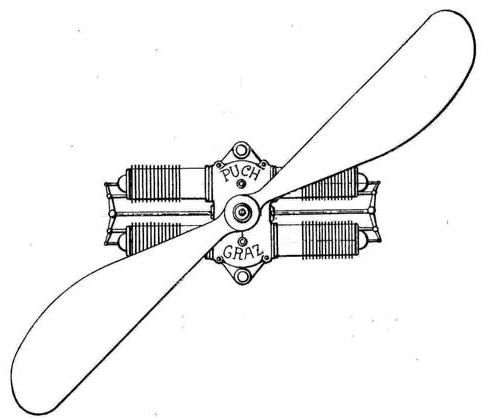
твін-боксер Йоганна Пуха, патент AT 48877 (1909)

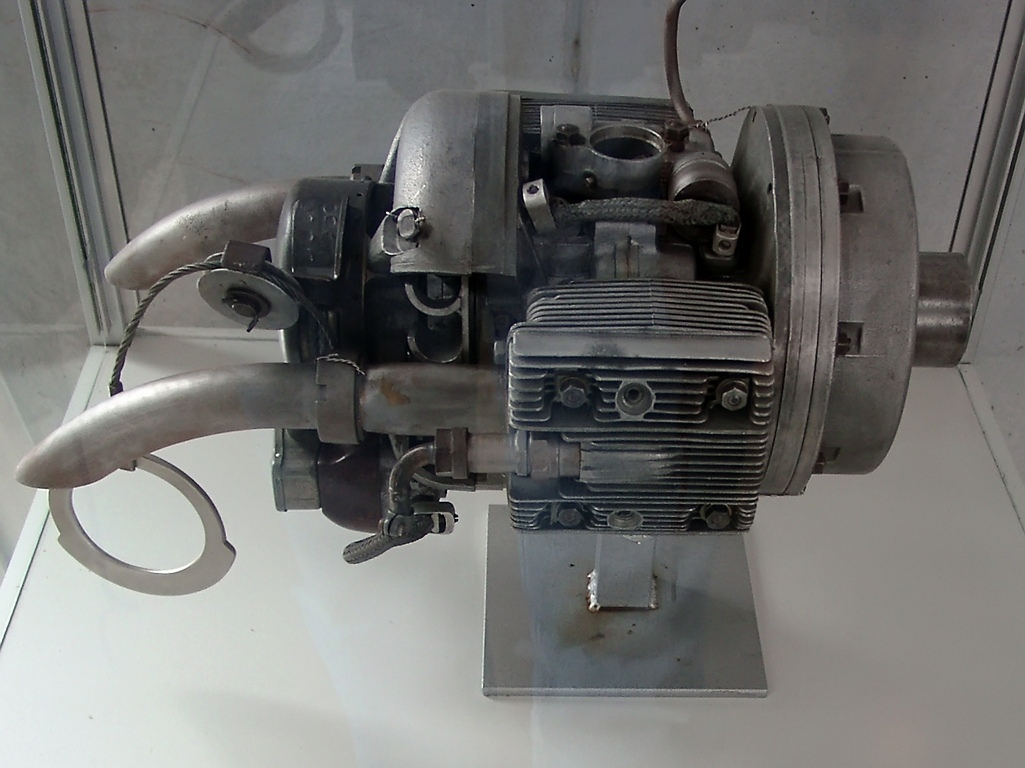
Стартер Riedel часів Другої світової війни

У 1902 році моноплан Пірса (який згодом стане одним із перших літаків, які здійснили політ) оснащувався двома двигунами. Серед перших комерційно вироблених літаків, які використовували опозитний двигун, є літаки Santos-Dumont Demoiselle 1909 року.
Спеціально для легких літаків було вироблено декілька опозитних двигунів. Протягом 1930-х і 1940-х років кілька виробників виробляли авіаційні двигуни Boxer-Six.
Під час Другої світової війни опозитні двигуни під назвою «стартер Ріделя» використовували як стартер/механічна ДСУ для ранніх німецьких реактивних двигунів, як-от Junkers Jumo 004 і BMW 003. Ці двигуни розробив Норберт Рідель, вони мають дуже квадратичне співвідношення ходу 2:1, щоб вони могли поміститися у впускний дивертер, безпосередньо перед компресором турбіни.

## Використання на мотоциклах
Опозитні двигуни пропонують кілька переваг для мотоциклів, включаючи низький центр маси, низьку вібрацію, придатність для приводу валу та навіть охолодження циліндрів (для двигунів з повітряним охолодженням). Найпоширенішою конструкцією опозитних двигунів для мотоциклів є boxer-twin, починаючи з 1905 року виробництва Light Motors Company flat-twin, який був першим серійним мотоциклом з опозитним двигуном. BMW Motorrad має довгу історію виробництва мотоциклів за boxer-twin, починаючи з 1923 року з BMW R32.
Кілька мотоциклів було випущено з чотирициліндровими двигунами, наприклад Zündapp K800 1938—1939 років і Honda Gold Wing 1974—1987 років. 1987 року двигун Honda Gold Wing був модернізований до шестициліндрової конструкції.

## Використання в автомобілях
При використанні в автомобілях перевагами опизтних двигунів є низький центр маси (що покращує керованість автомобіля), мала довжина, низька вібрація та придатність для повітряного охолодження (завдяки добре оголеній великій поверхні головки циліндра і короткій довжині). Однак більша ширина плоских двигунів (порівняно з поширенішими рядними та V-подібними) є недоліком, особливо коли двигун розташований між керованими колесами.
Різні виробники автомобілів використовували опозитні двигуни — здебільшого з boxer-four двигунами — до кінця 1990-х років. Відтоді лише Porsche та Subaru залишилися значними виробниками опозитних двигунів.

### Розміщення силової установки
Через коротку довжину розміщення опизитного двигуна за межами колісної бази автомобіля призводить до мінімального звису. Тому багато автомобілів із опозитними двигунами використовують задньомоторну компоновку із заднім приводом.
Приклади:
- BMW 600 (1957—1959)
- BMW 700 (1959—1965)
- Tatra 97 (1936—1939)
- Volkswagen Beetle (1938—2003)
- Porsche 356 (1948—1965)
- Chevrolet Corvair (1959—1969)
- Porsche 911 (1963-тепер)
- Tucker 48 (1947—1948)

Протилежне розташування, передньомоторне передньопривідне, також було поширеним для автомобілів з опозитними двигунами.
Приклади включають:
- Citroën 2CV (1948—1990)
- Panhard Dyna X (1948—1954)
- Lancia Flavia (1961—1970)
- Citroën GS (1970—1986)
- Alfa Romeo Alfasud (1971—1989)
- Subaru Leone (1971—1994)

З 1971 року компанія Subaru виробляє автомобілі з переднім розташуванням двигуна, повним приводом і опозитними двигунами (переважно 4 циліндрові боксери).
Приклади включають:
- Subaru Leone (1971—1994)
- Subaru Legacy (1989-тепер)
- Subaru Impreza (1992-тепер).

Передні півосі виходять з переднього диференціала, який є частиною коробки передач. Задній карданний вал з'єднує коробку передач із задніми півосями.
Традиційне розташування двигуна з переднім розсташуванням і заднім приводом є відносно рідкісним для автомобілів із опозитними двигунами, однак деякі приклади включають:
- Toyota 86 / Subaru BRZ (2012–дотепер)
- Jowett Javelin (1947—1953)
- Glas Isar (1958—1965)
- Tatra 11 (1923—1927)

### Історія
Перший опозитний двигун був виготовлений у 1897 році німецьким інженером Карлом Бенцем. Називається двигуном kontra, це був boxer-twin двигун. Перші випадки використання опозитних двигунів в автомобілях включають:
- Lanchester 1900 року (8 к. с.) Phaeton boxer-twin
- 1901 Wilson-Pilcher boxer-four[9]
- Wilson-Pilcher 18/24 HP boxer-six
- 1903 Ford Model A
- 1904 Ford Model C
- 1905 Ford Model F[10]

У 1938 році Volkswagen Beetle (тоді називався «KdF-Wagen») був випущений із заднім розташуванням чотирициліндрового двигуна. Цей двигун Volkswagen з повітряним охолодженням випускався протягом багатьох років, а також його використовували у Volkswagen Type 2 (Transporter, Kombi або Microbus), спортивному автомобілі Volkswagen Karmann Ghia та компактному автомобілі Volkswagen Type 3. Версія з водяним охолодженням, знана як Wasserboxer, була представлена в 1982 році і з часом замінила версії з повітряним охолодженням.
Більшість спортивних автомобілів за всю історію Porsche, починаючи з його першого автомобіля, приводилися в дію двигунами з опозитним двигуном; Porsche 356 1948—1965 років використовував опозитний двигун з повітряним охолодженням. Також опозитні двигуни використовували Porsche 914 1969—1976 років, Porsche 912 1965—1969 років і Porsche Boxster/Cayman (982) 2016 року випуску. Porsche 911 використовує виключно опозитні двигуни з 1964 року і до сьогодні. 1997 року Porsche 911 перейшов з повітряного охолодження на водяне.
Двигуни Porsche Flat-8 використовували в різних гоночних автомобілях протягом 1960-х років, як-от автомобіль Формули-1 Porsche 804 1962 року випуску та спортивний автомобіль Porsche 908 1968—1971 років. Двигун Flat-twelve також вироблявся Porsche для спортивного автомобіля Porsche 917 1969—1973 років.
Компанія Chevrolet використовувала 6-циліндровий двигун з горизонтальним опозитним повітряним охолодженням у своїй лінійці Corvair протягом усього циклу виробництва з 1960 по 1969 роки в різних сферах застосування та з різними значеннями потужності, включаючи одне з перших застосувань турбокомпресора в автомобілі масового виробництва.
Двигун Subaru EA був представлений у 1966 році та поклав початок лінійці опозитних двигунів Subaru, які виробляються донині. Більшість моделей Subaru оснащені опозитним двигуном із звичайним впуском або з турбонаддувом. У друкованій рекламі купе Subaru GL 1973 року двигун називався «квадрозонтальним». Компанія також виробляла двигуни Boxer-Six у 1988—1996 та 2001—2019 роках. 2008 року двигун Subaru EE став першим у світі опозитним дизельним двигуном легкового автомобіля. Цей двигун являє собою опозитну четвірку з турбонаддувом і вприском палива Common Rail.
У 1970-х Ferrari використовувала двигуни Flat-12 для різних болідів Формули-1. Двигун дорожнього автомобіля (з використанням 180-градусної конфігурації V12) використовували для Ferrari Berlinetta Boxer 1973—1984 років, Ferrari Testarossa 1984—1996 років та їхніх похідних.
Toyota використовує позначення Toyota 4U-GSE для опозитного двигуна у версіях Toyota 86 / Subaru BRZ під маркою Toyota, хоча насправді двигун розроблений і виготовлений Subaru як двигун Subaru FA20.